# Crepidula norrisiarum
Crepidula norrisiarum is een slakkensoort uit de familie van de Calyptraeidae. De wetenschappelijke naam van de soort is voor het eerst geldig gepubliceerd in 1905 door Williamson.